# Pat Jennings
Patrick Anthony Jennings (12 czerwca 1945 w Newry w Irlandii Północnej) – północnoirlandzki piłkarz, bramkarz.

## Kariera
Karierę piłkarską rozpoczynał w lokalnym klubie Newry Town w wieku 16 lat. Stamtąd w maju 1963 przeszedł do angielskiego Watfordu, który grał wówczas w Third Division. Po okresie dobrej gry w tym klubie został wykupiony do Tottenhamu Hotspur za cenę 27 tysięcy funtów. Spędził tam 13 lat rozgrywając 472 ligowe mecze. Z tym klubem zdobył Puchar Anglii (FA Cup) w 1967 i dwukrotnie Puchar Ligi Angielskiej w 1971 i 1973 roku, a także Puchar UEFA w 1972. W 1973 został uznany przez FWA piłkarzem roku w Anglii.
W sierpniu 1977 przeszedł do Arsenalu, w którym rozegrał 237 ligowych spotkań i spędził kolejne 8 lat. Z tym klubem zagrał w trzech finałach Pucharu Anglii w 1978, 1979 i 1980 roku, ale udało mu się wygrać tylko raz w 1979 r. w spotkaniu z Manchesterem United (3:2). Na koniec kariery Jennings powrócił do Tottenhamu.
W reprezentacji Irlandii Północnej zadebiutował w wieku 18 lat jeszcze jako gracz Watfordu. Było to spotkanie tzw. British Home Championship z Walią 15 kwietnia 1964. W tym meczu debiutował także George Best. Irlandia Północna wygrała 3:2, a Jennings stał się jej podstawowym graczem. Rozegrał w niej 119 meczów, grając aż do 41. urodzin, czyli blisko 23 lata.
Na mistrzostwach świata debiutował w 1982 mając 37 lat. 4 lata później podczas mundialu w Meksyku w dniu 41 urodzin rozegrał ostatni mecz w reprezentacji.